# Satellit (film)
|  | Denne artikel er oprettet af botten Steenthbot ud fra en ekstern database. Den kan derfor have sproglige fejl eller mangler. Denne skabelon kan fjernes efter kontrol af indholdet. |

Satellit er en dansk kortfilm fra 2013 instrueret af Maia Elisabeth Sørensen.

## Handling
Filmen handler om tre forskellige mennesker, der forsøger at skabe kontakt. Men de forstår ikke, hvad de andre forsøger at fortælle, fordi de ikke kan se hinanden. På et tidspunkt er der kun en rude mellem to af karaktererne, men karakteren udenfor ser kun sit eget spejlbillede. Når vi er i vores eget univers, kan vi ikke se hinanden. Men der er noget smukt ved, at vi bliver ved med at søge kontakten.

## Medvirkende
- Kristina Skovby
- Nanna Schaumburg-Müller
- Maia Elisabeth Sørensen